# Stephan Kuhl
Stephan Kuhl (Colonia, 27 de marzo de 1968) es un deportista alemán que compitió en bádminton. Ganó una medalla de bronce en el Campeonato Europeo de Bádminton de 1992, en la prueba de dobles.

## Palmarés internacional
| Campeonato Europeo | Campeonato Europeo    | Campeonato Europeo | Campeonato Europeo |
| Año                | Lugar                 | Medalla            | Prueba             |
| ------------------ | --------------------- | ------------------ | ------------------ |
| 1992               | Glasgow (Reino Unido) | Medalla de bronce  | Dobles             |